# The Man from Mexico
The Man from Mexico er en amerikansk stumfilm fra 1914 af Thomas N. Heffron.

## Medvirkende
- John Barrymore som Fitzhugh
- Wellington A. Playter som fengselsbetjent
- Harold Lockwood som Danton
- Pauline Neff som Clementia Fitzhew
- Anton Ascher som Schmidt